# تشارلز د. هودجز
تشارلز د. هودجز (بالإنجليزية: Charles D. Hodges)‏ هو قاضي ومحامي وسياسي أمريكي، ولد في 4 فبراير 1810 في كوين آن في الولايات المتحدة، وتوفي في 1 أبريل 1884 في كارولتون في الولايات المتحدة. حزبياً، نشط في الحزب الديمقراطي. وقد انتخب عضو مجلس نواب إلينوي وانتخب عضو مجلس النواب الأمريكي.